# اس‌ام یو-۹۲
اس‌ام یو-۹۲ (به انگلیسی: SM U-92) یک زیردریایی بود که طول آن ۷۰٫۶۰ متر (۲۳۱٫۶ فوت) بود. این زیردریایی در سال ۱۹۱۷ ساخته شد.